# Brüttelen
Brüttelen (antiguamente en francés Bretiège) es una comuna suiza del cantón de Berna, situada en el distrito administrativo del Seeland. Limita al norte con Lüscherz, al este con Finsterhennen y Treiten, al sur con Müntschemier, y al oeste con Ins y Vinelz.
Hasta el 31 de diciembre de 2009 situada en el distrito de Erlach.